# Mongoliet i olympiska sommarspelen 1968
Mongoliet deltog i de olympiska sommarspelen 1968 med en trupp bestående av 16 deltagare, tolv män och fyra kvinnor, vilka deltog i 26 tävlingar i fyra sporter. Landet slutade på 34:e plats i medaljligan, med en silvermedalj och tre bronsmedaljer, samtliga i brottning.

## Medaljer
Silver
- Jigjidiin Mönkhbat - Brottning, Mellanvikt

 Brons
- Chimedbazaryn Damdinsharav - Brottning, Flugvikt
- Danzandarjaagiin Sereeter - Brottning, Lättvikt
- Tömöriin Artag - Brottning, Weltervikt